# عادت إلى قواعدها (فلم)
عادت إلى قواعدها هو فيلم مصري تم إنتاجه عام 1946، تأليف محمد فتحي وأمينة نور الدين، وإخراج محمد عبد الجواد و بطولة أمينة نور الدين ويحيى شاهين.

## فريق العمل
إخراج: محمد عبد الجواد
تأليف:
- محمد فتحي
- أمينة نور الدين

إنتاج: جورج فيلم
بطولة:
- أمينة نور الدين
- يحيى شاهين
- محمود المليجي
- علوية جميل
- ثريا فخري
- سامية فهمي

## روابط خارجية
- مقالات تستعمل روابط فنية بلا صلة مع ويكي بيانات